# Campeonato Mundial de Fórmula 1 de 1993
A Temporada de Fórmula 1 de 1993 foi a 44.ª realizada pela FIA. Teve como campeão o francês Alain Prost, da equipe Williams, que conquistava seu quarto título na temporada que também marcaria a sua própria despedida da Fórmula 1. O vice-campeão foi o brasileiro Ayrton Senna, da McLaren.

## Pilotos e construtores
Os três primeiros colocados da temporada 1993:
| Campeão          | Vice-campeão | 3º Lugar         |
|                  |              |                  |
| Alain Prost      | Ayrton Senna | Damon Hill       |
| Williams Renault | McLaren Ford | Williams Renault |

| Equipe                      | Construtor            | Chassis    | Motor                                | Pneu | No | Piloto                 | Piloto(s) de testes |
| --------------------------- | --------------------- | ---------- | ------------------------------------ | ---- | -- | ---------------------- | --- |
| Canon Williams Team         | Williams Renault      | FW15 C     | Renault RS5 3.5 V10                  | G    | 0  | Damon Hill             | Kenny Bräck David Coulthard |
| Canon Williams Team         | Williams Renault      | FW15 C     | Renault RS5 3.5 V10                  | G    | 2  | Alain Prost            | Kenny Bräck David Coulthard |
| Tyrrell Racing Organisation | Tyrrell Yamaha        | 020C 021   | Yamaha OX10A 3.5 V10                 | G    | 3  | Ukyo Katayama          | Bélgica Eric Van de Poele and Alemanha Heinz Harald Frentzen                                                                                               |
| Tyrrell Racing Organisation | Tyrrell Yamaha        | 020C 021   | Yamaha OX10A 3.5 V10                 | G    | 4  | Andrea de Cesaris      | Bélgica Eric Van de Poele and Alemanha Heinz Harald Frentzen                                                                                               |
| Camel Benetton Ford         | Benetton Ford         | B193 B193B | Ford HBA7 3.5 V8                     | G    | 5  | Michael Schumacher     | Paul Belmondo Perry McCarthy Allan McNish Andrea Montermini Alessandro Zanardi                                                                             |
| Camel Benetton Ford         | Benetton Ford         | B193 B193B | Ford HBA7 3.5 V8                     | G    | 6  | Riccardo Patrese       | Paul Belmondo Perry McCarthy Allan McNish Andrea Montermini Alessandro Zanardi                                                                             |
| Marlboro McLaren            | McLaren Ford          | MP4/8      | Ford HBE7 3.5 V8                     | G    | 7  | Michael Andretti       | Mika Häkkinen Jos Verstappen |
| Marlboro McLaren            | McLaren Ford          | MP4/8      | Ford HBE7 3.5 V8                     | G    | 7  | Mika Häkkinen          | Mika Häkkinen Jos Verstappen |
| Marlboro McLaren            | McLaren Ford          | MP4/8      | Ford HBE7 3.5 V8                     | G    | 8  | Ayrton Senna           | Mika Häkkinen Jos Verstappen |
| Footwork Mugen Honda        | Footwork Mugen-Honda  | FA13B FA14 | Mugen-Honda MF-351 HB 3.5 V10        | G    | 9  | Derek Warwick          | David Brabham Ukyo Katayama Jos Verstappen |
| Footwork Mugen Honda        | Footwork Mugen-Honda  | FA13B FA14 | Mugen-Honda MF-351 HB 3.5 V10        | G    | 10 | Aguri Suzuki           | David Brabham Ukyo Katayama Jos Verstappen |
| Team Lotus                  | Lotus Ford            | 107B       | Ford HBD6 3.5 V8                     | G    | 11 | Alessandro Zanardi     | Portugal Pedro Lamy, Wayne Gardner, Christian Horner |
| Team Lotus                  | Lotus Ford            | 107B       | Ford HBD6 3.5 V8                     | G    | 11 | Pedro Lamy             | Portugal Pedro Lamy, Wayne Gardner, Christian Horner |
| Team Lotus                  | Lotus Ford            | 107B       | Ford HBD6 3.5 V8                     | G    | 12 | Johnny Herbert         | Portugal Pedro Lamy, Wayne Gardner, Christian Horner |
| Sasol Jordan                | Jordan Hart           | 193        | Hart 1035 3.5 V10                    | G    | 14 | Rubens Barrichello     | Emanuele Naspetti Chris Rea, George Fouche, Gary Anderson, Martin Donnelly, Nick Faldo, Vittorio Zoboli, Thierry Boutsen, Marco Apicella and Eddie Irvine. |
| Sasol Jordan                | Jordan Hart           | 193        | Hart 1035 3.5 V10                    | G    | 15 | Ivan Capelli (1-2)     | Emanuele Naspetti Chris Rea, George Fouche, Gary Anderson, Martin Donnelly, Nick Faldo, Vittorio Zoboli, Thierry Boutsen, Marco Apicella and Eddie Irvine. |
| Sasol Jordan                | Jordan Hart           | 193        | Hart 1035 3.5 V10                    | G    | 15 | Thierry Boutsen (3-12) | Emanuele Naspetti Chris Rea, George Fouche, Gary Anderson, Martin Donnelly, Nick Faldo, Vittorio Zoboli, Thierry Boutsen, Marco Apicella and Eddie Irvine. |
| Sasol Jordan                | Jordan Hart           | 193        | Hart 1035 3.5 V10                    | G    | 15 | Marco Apicella (13)    | Emanuele Naspetti Chris Rea, George Fouche, Gary Anderson, Martin Donnelly, Nick Faldo, Vittorio Zoboli, Thierry Boutsen, Marco Apicella and Eddie Irvine. |
| Sasol Jordan                | Jordan Hart           | 193        | Hart 1035 3.5 V10                    | G    | 15 | Emanuele Naspetti (14) | Emanuele Naspetti Chris Rea, George Fouche, Gary Anderson, Martin Donnelly, Nick Faldo, Vittorio Zoboli, Thierry Boutsen, Marco Apicella and Eddie Irvine. |
| Sasol Jordan                | Jordan Hart           | 193        | Hart 1035 3.5 V10                    | G    | 15 | Eddie Irvine (15-16)   | Emanuele Naspetti Chris Rea, George Fouche, Gary Anderson, Martin Donnelly, Nick Faldo, Vittorio Zoboli, Thierry Boutsen, Marco Apicella and Eddie Irvine. |
| March F11                   | March Ilmor           | CG911C     | Ilmor LH10 V10                       | G    | 16 | Jean-Marc Gounon       | Itália Giovanni Lavaggi |
| March F11                   | March Ilmor           | CG911C     | Ilmor LH10 V10                       | G    | 17 | Jan Lammers            | Itália Giovanni Lavaggi |
| Larrousse F1                | Larrousse Lamborghini | LH93       | Lamborghini 3512 3.5 V12             | G    | 19 | Philippe Alliot        | Japão Toshio Suzuki |
| Larrousse F1                | Larrousse Lamborghini | LH93       | Lamborghini 3512 3.5 V12             | G    | 19 | Toshio Suzuki          | Japão Toshio Suzuki |
| Larrousse F1                | Larrousse Lamborghini | LH93       | Lamborghini 3512 3.5 V12             | G    | 20 | Érik Comas             | Japão Toshio Suzuki |
| Lola BMS Scuderia Italia    | Lola Ferrari          | T93/30     | Ferrari 040 3.5 V12                  | G    | 21 | Michele Alboreto       | |
| Lola BMS Scuderia Italia    | Lola Ferrari          | T93/30     | Ferrari 040 3.5 V12                  | G    | 22 | Luca Badoer            | |
| Minardi Team                | Minardi Ford          | M193       | Ford HBC6 3.5 V8                     | G    | 23 | Christian Fittipaldi   | Itália Pierluigi Martini |
| Minardi Team                | Minardi Ford          | M193       | Ford HBC6 3.5 V8                     | G    | 23 | Jean-Marc Gounon       | Itália Pierluigi Martini |
| Minardi Team                | Minardi Ford          | M193       | Ford HBC6 3.5 V8                     | G    | 24 | Fabrizio Barbazza      | Itália Pierluigi Martini |
| Minardi Team                | Minardi Ford          | M193       | Ford HBC6 3.5 V8                     | G    | 24 | Pierluigi Martini      | Itália Pierluigi Martini |
| Ligier Gitanes Blondes      | Ligier Renault        | JS39       | Renault RS5 3.5 V10                  | G    | 25 | Martin Brundle         | Éric Bernard |
| Ligier Gitanes Blondes      | Ligier Renault        | JS39       | Renault RS5 3.5 V10                  | G    | 26 | Mark Blundell          | Éric Bernard |
| Scuderia Ferrari            | Ferrari               | F93A       | Ferrari 041 3.5 V12                  | G    | 27 | Jean Alesi             | Nicola Larini Gianni Morbidelli |
| Scuderia Ferrari            | Ferrari               | F93A       | Ferrari 041 3.5 V12                  | G    | 28 | Gerhard Berger         | Nicola Larini Gianni Morbidelli |
| Team Sauber Formula 1       | Sauber                | C12        | Sauber Ilmor 2175 3.5 V10 rebatizado | G    | 29 | Karl Wendlinger        | Dinamarca Kris Nissen |
| Team Sauber Formula 1       | Sauber                | C12        | Sauber Ilmor 2175 3.5 V10 rebatizado | G    | 30 | J.J. Lehto             | Dinamarca Kris Nissen |

## Trocas de pilotos
- Williams: Damon Hill, que esteve com presença no grid em 2 provas (das 8 tentativas) da temporada de 1992 pela Brabham, volta à equipe, agora como piloto titular (era piloto de testes da Williams). Logo após um ano sabático, Alain Prost substitui Riccardo Patrese, que foi contratado pela Benetton.
- Tyrrell: Andrea de Cesaris segue na equipe, que passaria a usar motores da Yamaha. Ukyo Katayama é contratado para o lugar do francês Olivier Grouillard, que migrara para a CART.
- Benetton: Após cinco temporadas na Williams, Riccardo Patrese disputa sua última temporada pela equipe anglo-italiana, sendo companheiro do alemão Michael Schumacher.
- McLaren: Michael Andretti, campeão da CART em 1991, assina para ser companheiro de Ayrton Senna, que chegou a ficar com situação indefinida na equipe. Devido a maus resultados (exceção ao terceiro lugar no GP da Itália), o norte-americano é sacado para dar lugar ao finlandês Mika Häkkinen, então piloto de testes do time de Woking.
- Footwork: Derek Warwick regressa à F-1 após dois anos sem competir de monopostos. Aos 38 anos de idade, o inglês teria, como segundo piloto, o japonês Aguri Suzuki.
- Lotus: Alessandro Zanardi e Johnny Herbert formaram a dupla da escuderia fundada por Colin Chapman até o GP da Bélgica, quando Zanardi sofreu grave acidente nos treinos em Spa-Francorchamps, resultando em sua ausência das últimas provas do campeonato. No GP da Itália, o português Pedro Lamy (vindo e disputando a Fórmula 3000 Internacional) é convocado para atuar as últimas quatro provas na vaga do piloto acidentado.
- Jordan: Rubens Barrichello estréia na F-1 pela equipe de Eddie Jordan. O carro #15 foi pilotado por 5 pilotos: Ivan Capelli (África do Sul e Brasil, onde não se classificou e encerrou a carreira), Thierry Boutsen (10 corridas, se aposentando após o GP da Bélgica), Marco Apicella (GP da Itália), Emanuele Naspetti (GP de Portugal) e Eddie Irvine (Japão e Austrália); o norte-irlandês foi efetivado na Jordan para 1994.
- Larrousse: Philippe Alliot e Érik Comas formaram a dupla de pilotos do time, que teve ainda o japonês Toshio Suzuki (apesar do sobrenome, não possui parentesco com Aguri Suzuki) nos GPs do Japão e da Austrália.
- Lola/BMS Scuderia Italia: Equipe formada em parceria com a Lola, apostou numa mescla de juventude e experiência. O jovem Luca Badoer, então com 21 anos (campeão da Fórmula 3000 Internacional de 1992) e o veterano Michele Alboreto (na época aos 36 anos) até o GP de Portugal. Com os resultados decepcionantes, o time não aparece nas últimas duas provas do campeonato e se fundiu com a Minardi em 1994.[1]
- Minardi: Christian Fittipaldi e Fabrizio Barbazza eram os pilotos titulares da equipe italiana até o GP da França. Barbazza foi substituído por Pierluigi Martini a partir do GP da Inglaterra e Christian perdeu sua vaga para Jean-Marc Gounon nos GP's de Japão e Austrália.
- Ligier: Pela primeira vez em sua história, a Ligier não escalou uma dupla que tivesse pelo menos um piloto francês: Martin Brundle e Mark Blundell, ambos ingleses, disputaram o campeonato.
- Ferrari: Repatriou o austríaco Gerhard Berger, que estava na McLaren desde 1990, e manteve o francês Jean Alesi.
- Sauber: Estreando na F-1[2], o time suíço teve como pilotos o austríaco Karl Wendlinger (ex-March) e o finlandês J.J. Lehto, vindo da Scuderia Italia.

### Não participou
- March: A escuderia inglesa, que chegou a oficializar as contratações de Jan Lammers e Jean-Marc Gounon para a temporada de 1993, encerrou suas atividades pouco antes do primeiro treino livre para o GP da África do Sul, devido a problemas financeiros.

## Calendário
| Prova | Grande Prêmio       | Data           | Local             |
| ----- | ------------------- | -------------- | ----------------- |
| 1     | GP da África do Sul | 14 de Março    | Kyalami           |
| 2     | GP do Brasil        | 28 de Março    | Interlagos        |
| 3     | GP da Europa        | 11 de Abril    | Donington Park    |
| 4     | GP de San Marino    | 25 de Abril    | Ímola             |
| 5     | GP da Espanha       | 9 de Maio      | Catalunya         |
| 6     | GP de Mônaco        | 23 de Maio     | Monte Carlo       |
| 7     | GP do Canadá        | 13 de Junho    | Montreal          |
| 8     | GP da França        | 4 de Julho     | Magny-Cours       |
| 9     | GP da Inglaterra    | 11 de Julho    | Silverstone       |
| 10    | GP da Alemanha      | 25 de Julho    | Hockenheim        |
| 11    | GP da Hungria       | 15 de Agosto   | Hungaroring       |
| 12    | GP da Bélgica       | 29 de Agosto   | Spa-Francorchamps |
| 13    | GP da Itália        | 12 de Setembro | Monza             |
| 14    | GP de Portugal      | 26 de Setembro | Estoril           |
| 15    | GP do Japão         | 24 de Outubro  | Suzuka            |
| 16    | GP da Austrália     | 7 de Novembro  | Adelaide          |

## Resultados

### Grandes Prêmios
| GP | Grande Prêmio       | Pole Position | Volta mais rápida  | Vencedor           | Equipe           | Descrição |
| -- | ------------------- | ------------- | ------------------ | ------------------ | ---------------- | --------- |
| 1  | GP da África do Sul | Alain Prost   | Alain Prost        | Alain Prost        | Williams-Renault | Detalhes  |
| 2  | GP do Brasil        | Alain Prost   | Michael Schumacher | Ayrton Senna       | McLaren-Ford     | Detalhes  |
| 3  | GP do Europa        | Alain Prost   | Ayrton Senna       | Ayrton Senna       | McLaren-Ford     | Detalhes  |
| 4  | GP de San Marino    | Alain Prost   | Alain Prost        | Alain Prost        | Williams-Renault | Detalhes  |
| 5  | GP da Espanha       | Alain Prost   | Michael Schumacher | Alain Prost        | Williams-Renault | Detalhes  |
| 6  | GP de Mônaco        | Alain Prost   | Alain Prost        | Ayrton Senna       | McLaren-Ford     | Detalhes  |
| 7  | GP do Canadá        | Alain Prost   | Michael Schumacher | Alain Prost        | Williams-Renault | Detalhes  |
| 8  | GP da França        | Damon Hill    | Michael Schumacher | Alain Prost        | Williams-Renault | Detalhes  |
| 9  | GP da Inglaterra    | Alain Prost   | Damon Hill         | Alain Prost        | Williams-Renault | Detalhes  |
| 10 | GP da Alemanha      | Alain Prost   | Michael Schumacher | Alain Prost        | Williams-Renault | Detalhes  |
| 11 | GP da Hungria       | Alain Prost   | Alain Prost        | Damon Hill         | Williams-Renault | Detalhes  |
| 12 | GP da Bélgica       | Alain Prost   | Alain Prost        | Damon Hill         | Williams-Renault | Detalhes  |
| 13 | GP da Itália        | Alain Prost   | Damon Hill         | Damon Hill         | Williams-Renault | Detalhes  |
| 14 | GP de Portugal      | Damon Hill    | Damon Hill         | Michael Schumacher | Benetton-Ford    | Detalhes  |
| 15 | GP do Japão         | Alain Prost   | Alain Prost        | Ayrton Senna       | McLaren-Ford     | Detalhes  |
| 16 | GP da Austrália     | Ayrton Senna  | Damon Hill         | Ayrton Senna       | McLaren-Ford     | Detalhes  |

### Classificação de pilotos
| Pos | Piloto               | RSA | BRA | EUR | SMR | ESP | MON | CAN | FRA | GBR | GER | HUN | BEL | ITA | POR | JPN | AUS | Pontos |
| --- | -------------------- | --- | --- | --- | --- | --- | --- | --- | --- | --- | --- | --- | --- | --- | --- | --- | --- | ------ |
| 1   | Alain Prost          | 1   | Ret | 3   | 1   | 1   | 4   | 1   | 1   | 1   | 1   | 12  | 3   | 12† | 2   | 2   | 2   | 99     |
| 2   | Ayrton Senna         | 2   | 1   | 1   | Ret | 2   | 1   | 18† | 4   | 5†  | 4   | Ret | 4   | Ret | Ret | 1   | 1   | 73     |
| 3   | Damon Hill           | Ret | 2   | 2   | Ret | Ret | 2   | 3   | 2   | Ret | 15† | 1   | 1   | 1   | 3   | 4   | 3   | 69     |
| 4   | Michael Schumacher   | Ret | 3   | Ret | 2   | 3   | Ret | 2   | 3   | 2   | 2   | Ret | 2   | Ret | 1   | Ret | Ret | 52     |
| 5   | Riccardo Patrese     | Ret | Ret | 5   | Ret | 4   | Ret | Ret | 10  | 3   | 5   | 2   | 6   | 5   | 16† | Ret | 8†  | 20     |
| 6   | Jean Alesi           | Ret | 8   | Ret | Ret | Ret | 3   | Ret | Ret | 9   | 7   | Ret | Ret | 2   | 4   | Ret | 4   | 16     |
| 7   | Martin Brundle       | Ret | Ret | Ret | 3   | Ret | 6   | 5   | 5   | 14† | 8   | 5   | 7   | Ret | 6   | 9   | 6   | 13     |
| 8   | Gerhard Berger       | 6†  | Ret | Ret | Ret | 6   | 14† | 4   | 14  | Ret | 6   | 3   | 10† | Ret | Ret | Ret | 5   | 12     |
| 9   | Johnny Herbert       | Ret | 4   | 4   | 8†  | Ret | Ret | 10  | Ret | 4   | 10  | Ret | 5   | Ret | Ret | 11  | Ret | 11     |
| 10  | Mark Blundell        | 3   | 5   | Ret | Ret | 7   | Ret | Ret | Ret | 7   | 3   | 7   | 11† | Ret | Ret | 7   | 9   | 10     |
| 11  | Michael Andretti     | Ret | Ret | Ret | Ret | 5   | 8   | 14  | 6   | Ret | Ret | Ret | 8   | 3   |     |     |     | 7      |
| 12  | Karl Wendlinger      | Ret | Ret | Ret | Ret | Ret | 13  | 6   | Ret | Ret | 9   | 6   | Ret | 4   | 5   | Ret | 15† | 7      |
| 13  | JJ Lehto             | 5   | Ret | Ret | 4†  | Ret | Ret | 7   | Ret | 8   | Ret | Ret | 9   | Ret | 7   | 8   | Ret | 5      |
| 14  | Christian Fittipaldi | 4   | Ret | 7   | Ret | 8   | 5   | 9   | 8   | 12† | 11  | Ret | Ret | 8   | 9   |     |     | 5      |
| 15  | Mika Häkkinen        |     |     |     |     |     |     |     |     |     |     |     |     |     | Ret | 3   | Ret | 4      |
| 16  | Derek Warwick        | 7   | 9   | Ret | Ret | 13  | Ret | 16  | 13  | 6   | 17  | 4   | Ret | Ret | 15† | 14† | 10  | 4      |
| 17  | Philippe Alliot      | Ret | 7   | Ret | 5   | Ret | 12  | Ret | 9   | 11  | 12  | 8   | 12  | 9   | 10  |     |     | 2      |
| 18  | Rubens Barrichello   | Ret | Ret | 10  | Ret | 12  | 9   | Ret | 7   | 10  | Ret | Ret | Ret | Ret | 13  | 5   | 11  | 2      |
| 19  | Fabrizio Barbazza    | Ret | Ret | 6   | 6   | Ret | 11  | Ret | Ret |     |     |     |     |     |     |     |     | 2      |
| 20  | Alessandro Zanardi   | Ret | 6   | 8   | Ret | 14† | 7   | 11  | Ret | Ret | Ret | Ret | DNS |     |     |     |     | 1      |
| 21  | Érik Comas           | Ret | 10  | 9   | Ret | 9   | Ret | 8   | 16† | Ret | Ret | Ret | Ret | 6   | 11  | Ret | 12  | 1      |
| 22  | Eddie Irvine         |     |     |     |     |     |     |     |     |     |     |     |     |     |     | 6   | Ret | 1      |
| 23  | Pierluigi Martini    |     |     |     |     |     |     |     |     | Ret | 14  | Ret | Ret | 7   | 8   | 10  | Ret | 0      |
| 24  | Aguri Suzuki         | Ret | Ret | Ret | 9   | 10  | Ret | 13  | 12  | Ret | Ret | Ret | Ret | Ret | Ret | Ret | 7   | 0      |
| 25  | Luca Badoer          | Ret | 12  | DNQ | 7   | Ret | DNQ | 15  | Ret | Ret | Ret | Ret | 13  | 10  | 14  |     |     | 0      |
| 26  | Thierry Boutsen      |     |     | Ret | Ret | 11  | Ret | 12  | 11  | Ret | 13  | 9   | Ret |     |     |     |     | 0      |
| 27  | Andrea de Cesaris    | Ret | Ret | Ret | Ret | DSQ | 10  | Ret | 15  | NC  | Ret | 11  | Ret | 13† | 12  | Ret | 13  | 0      |
| 28  | Ukyo Katayama        | Ret | Ret | Ret | Ret | Ret | Ret | 17  | Ret | 13  | Ret | 10  | 15  | 14  | Ret | Ret | Ret | 0      |
| 29  | Michele Alboreto     | Ret | 11  | 11  | DNQ | DNQ | Ret | DNQ | DNQ | DNQ | 16  | Ret | 14  | Ret | Ret |     |     | 0      |
| 30  | Pedro Lamy           |     |     |     |     |     |     |     |     |     |     |     |     | 11† | Ret | 13† | Ret | 0      |
| 31  | Toshio Suzuki        |     |     |     |     |     |     |     |     |     |     |     |     |     |     | 12  | 14  | 0      |
| 32  | Jean-Marc Gounon     |     |     |     |     |     |     |     |     |     |     |     |     |     |     | Ret | Ret | 0      |
| 33  | Ivan Capelli         | Ret | NQ  |     |     |     |     |     |     |     |     |     |     |     |     |     |     | 0      |
| 34  | Marco Apicella       |     |     |     |     |     |     |     |     |     |     |     |     | Ret |     |     |     | 0      |
| 35  | Emanuele Naspetti    |     |     |     |     |     |     |     |     |     |     |     |     |     | Ret |     |     | 0      |
| Pos | Piloto               | RSA | BRA | EUR | SMR | ESP | MON | CAN | FRA | GBR | GER | HUN | BEL | ITA | POR | JPN | AUS | Pontos |

| Cor        | Resultado             |
| ---------- | --------------------- |
| Ouro       | Vencedor              |
| Prata      | 2.º lugar             |
| Bronze     | 3.º lugar             |
| Verde      | Terminou, nos pontos  |
| Azul       | Terminou, sem pontos  |
| Púrpura    | Ret – Retirou-se      |
| Vermelho   | NQ – Não qualificado  |
| Preto      | DSQ – Desqualificado  |
| Branco     | NL – Não largou       |
| Branco     | C – Corrida cancelada |
| Azul claro | AT – Apenas Treino    |
| Sem cor    | NP – Não participou   |
| Sem cor    | Les – Lesionado       |
| Sem cor    | EX – Excluído         |

- Em negrito indica pole position e itálico volta mais rápida.

† Completou mais de 90% da distância da corrida

### Pilotos
| Pos | Piloto               | Construtor(es)        | Corridas | Vitórias | Pódiuns | Poles | V.rápidas | Pontos |
| --- | -------------------- | --------------------- | -------- | -------- | ------- | ----- | --------- | ------ |
| 1   | Alain Prost          | Williams-Renault      | 16       | 7        | 12      | 13    | 6         | 99     |
| 2   | Ayrton Senna         | McLaren-Ford          | 16       | 5        | 7       | 1     | 1         | 73     |
| 3   | Damon Hill           | Williams-Renault      | 16       | 3        | 10      | 2     | 4         | 69     |
| 4   | Michael Schumacher   | Benetton-Ford         | 16       | 1        | 9       | 0     | 5         | 52     |
| 5   | Riccardo Patrese     | Benetton-Ford         | 16       | 0        | 2       | 0     | 0         | 20     |
| 6   | Jean Alesi           | Ferrari               | 16       | 0        | 2       | 0     | 0         | 16     |
| 7   | Martin Brundle       | Ligier-Renault        | 16       | 0        | 1       | 0     | 0         | 13     |
| 8   | Gerhard Berger       | Ferrari               | 16       | 0        | 1       | 0     | 0         | 12     |
| 9   | Johnny Herbert       | Lotus-Ford            | 16       | 0        | 0       | 0     | 0         | 11     |
| 10  | Mark Blundell        | Ligier-Renault        | 16       | 0        | 2       | 0     | 0         | 10     |
| 11  | Michael Andretti     | McLaren-Ford          | 13       | 0        | 1       | 0     | 0         | 7      |
| 12  | Karl Wendlinger      | Sauber                | 16       | 0        | 0       | 0     | 0         | 7      |
| 13  | J.J. Lehto           | Sauber                | 16       | 0        | 0       | 0     | 0         | 5      |
| 14  | Christian Fittipaldi | Minardi-Ford          | 14       | 0        | 0       | 0     | 0         | 5      |
| 15  | Mika Häkkinen        | McLaren-Ford          | 3        | 0        | 1       | 0     | 0         | 4      |
| 16  | Derek Warwick        | Footwork-Mugen Honda  | 16       | 0        | 0       | 0     | 0         | 4      |
| 17  | Philippe Alliot      | Larrousse-Lamborghini | 14       | 0        | 0       | 0     | 0         | 2      |
| 18  | Rubens Barrichello   | Jordan-Hart           | 16       | 0        | 0       | 0     | 0         | 2      |
| 19  | Fabrizio Barbazza    | Minardi-Ford          | 8        | 0        | 0       | 0     | 0         | 2      |
| 20  | Alessandro Zanardi   | Lotus-Ford            | 11       | 0        | 0       | 0     | 0         | 1      |
| 21  | Érik Comas           | Larrousse-Lamborghini | 16       | 0        | 0       | 0     | 0         | 1      |
| 22  | Eddie Irvine         | Jordan-Hart           | 2        | 0        | 0       | 0     | 0         | 1      |
| 23  | Pierluigi Martini    | Minardi-Ford          | 8        | 0        | 0       | 0     | 0         | 0      |
| 24  | Aguri Suzuki         | Footwork-Mugen Honda  | 16       | 0        | 0       | 0     | 0         | 0      |
| 25  | Luca Badoer          | Lola-Ferrari          | 12       | 0        | 0       | 0     | 0         | 0      |
| 26  | Thierry Boutsen      | Jordan-Hart           | 10       | 0        | 0       | 0     | 0         | 0      |
| 27  | Andrea de Cesaris    | Tyrrell-Yamaha        | 16       | 0        | 0       | 0     | 0         | 0      |
| 28  | Ukyo Katayama        | Tyrrell-Yamaha        | 16       | 0        | 0       | 0     | 0         | 0      |
| 29  | Michele Alboreto     | Lola-Ferrari          | 9        | 0        | 0       | 0     | 0         | 0      |
| 30  | Pedro Lamy           | Lotus-Ford            | 4        | 0        | 0       | 0     | 0         | 0      |
| 31  | Toshio Suzuki        | Larrousse-Lamborghini | 2        | 0        | 0       | 0     | 0         | 0      |
| 32  | Jean-Marc Gounon     | Minardi-Ford          | 2        | 0        | 0       | 0     | 0         | 0      |
| 33  | Ivan Capelli         | Jordan-Hart           | 1        | 0        | 0       | 0     | 0         | 0      |
| 34  | Marco Apicella       | Jordan-Hart           | 1        | 0        | 0       | 0     | 0         | 0      |
| 35  | Emanuele Naspetti    | Jordan-Hart           | 1        | 0        | 0       | 0     | 0         | 0      |

### Classificação de construtores

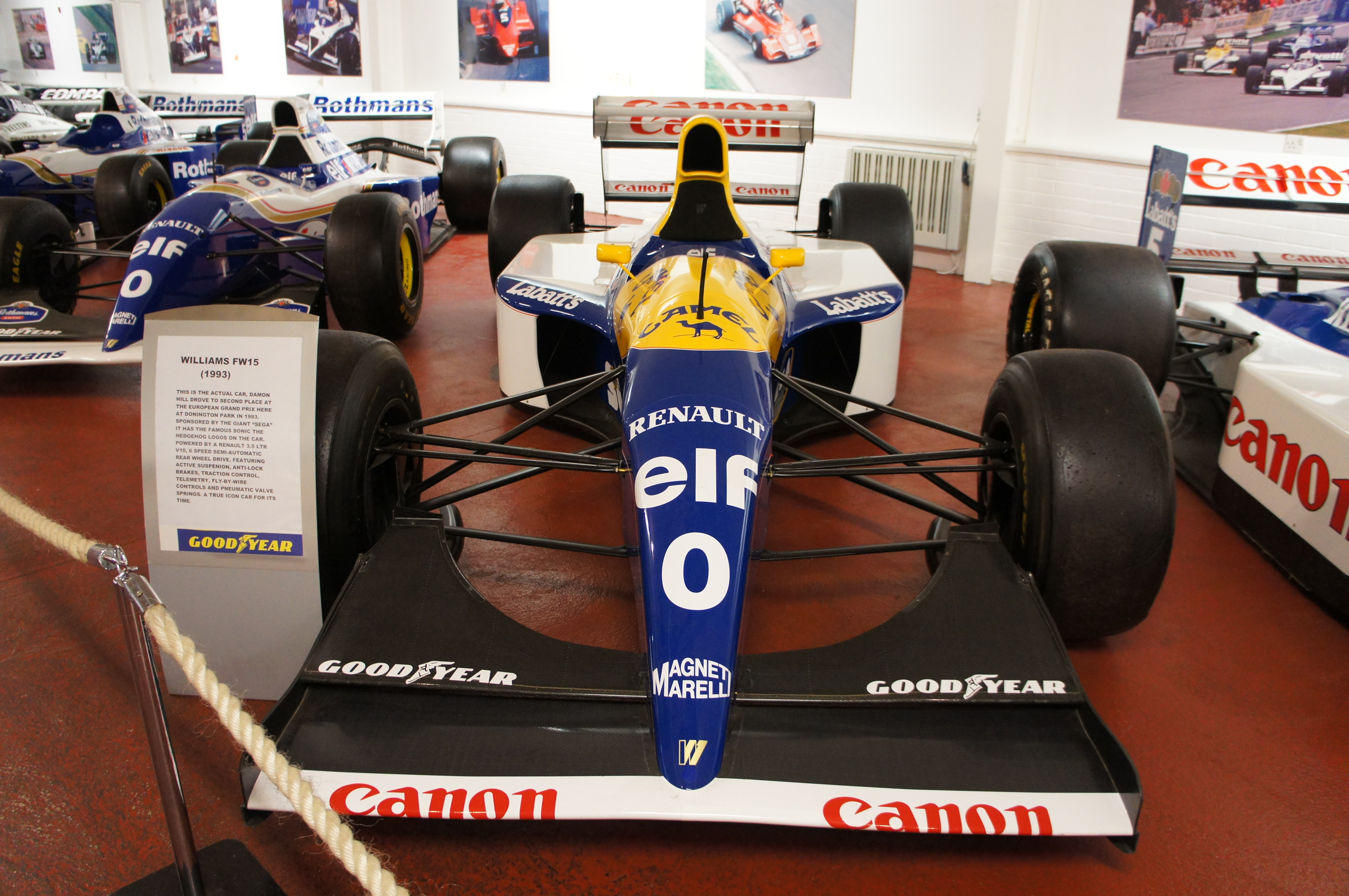
A Williams-Renault foi campeã de construtores com o FW15C.

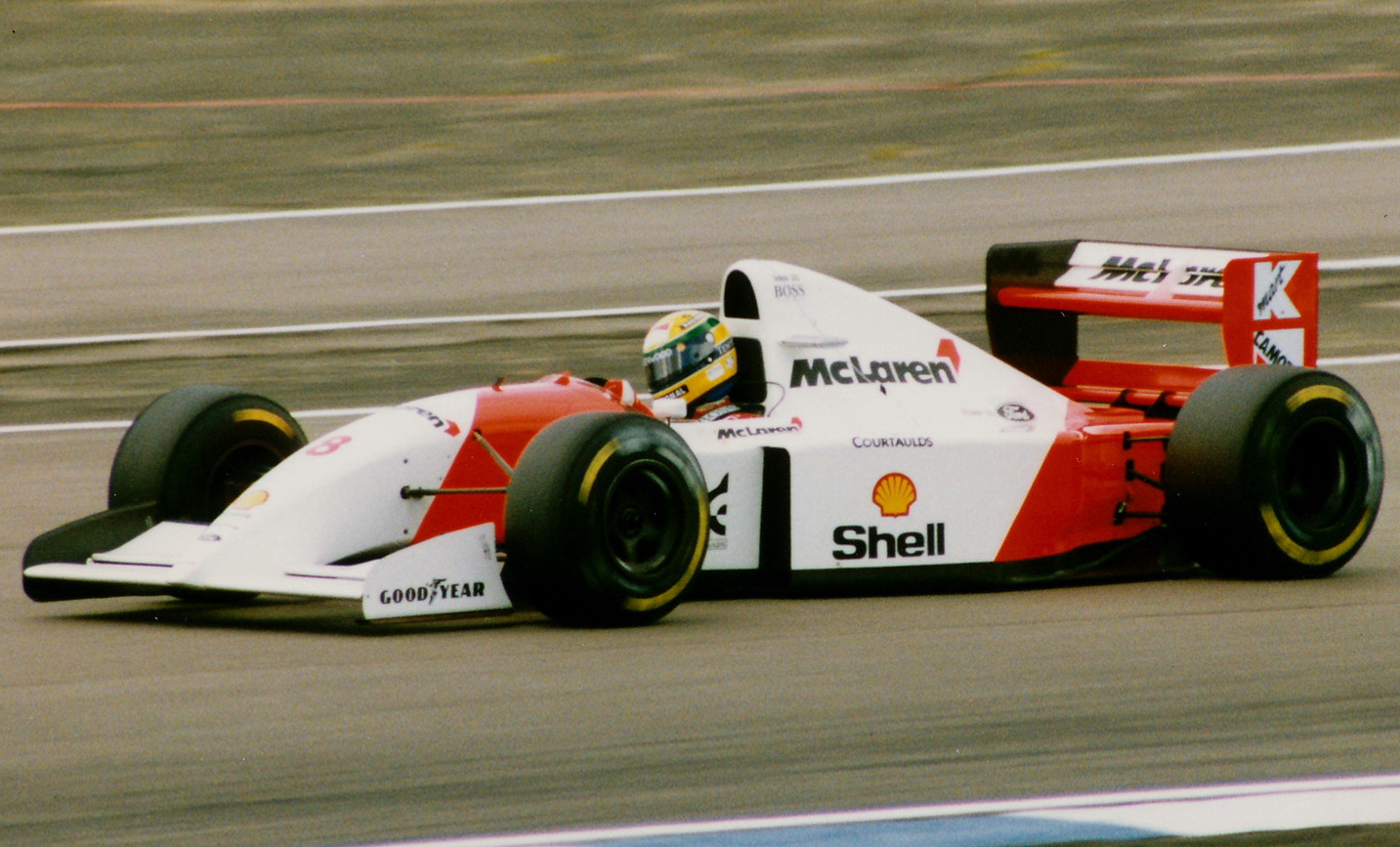
A McLaren-Ford foi vice-campeã de construtores com o MP4/8.

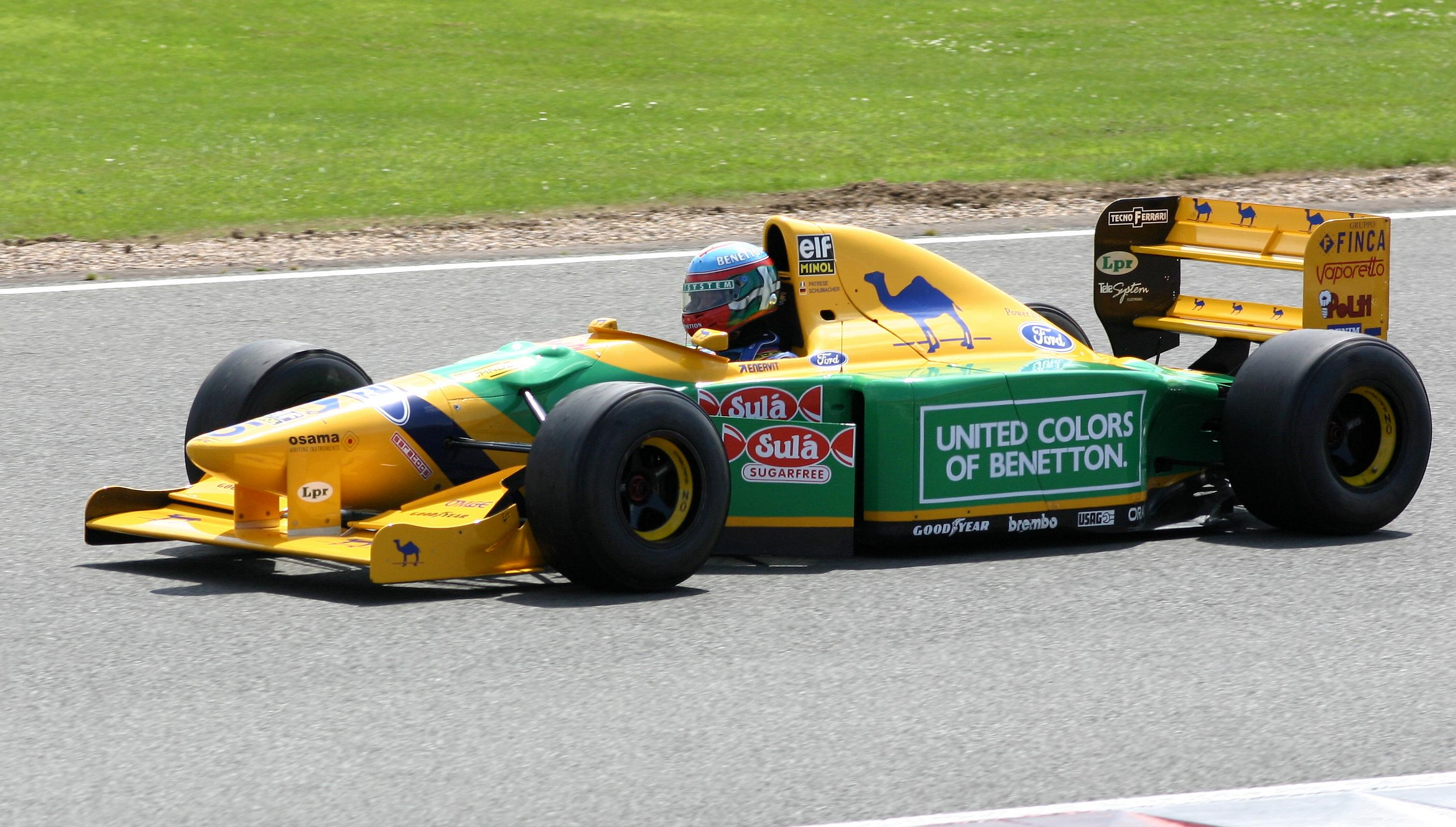
A Benetton-Ford terminou o campeonato em terceiro com o B193.

| Pos | Construtor | Chassis | Motor                         | Pneu | GPs | Vitórias | Pódiums | Poles | Subtotal de Pontos | Total de Pontos |
| --- | ---------- | ------- | ----------------------------- | ---- | --- | -------- | ------- | ----- | ------------------ | --------------- |
| 1   | Williams   | FW15C   | Renault RS5 3.5 V10           | G    | 16  | 10       | 22      | 15    | 168                | 168             |
| 2   | McLaren    | MP4/8   | Ford HBE7 3.5 V8              | G    | 16  | 5        | 9       | 1     | 84                 | 84              |
| 3   | Benetton   | B193    | Ford HBA7 3.5 V               | G    | 2   |          | 1       |       | 4                  | 72              |
| 3   | Benetton   | B193B   | Ford HBA7 3.5 V               | G    | 14  | 1        | 10      |       | 68                 | 72              |
| 4   | Ferrari    | F93A    | Ferrari 041 3.5 V12           | G    | 16  |          | 3       |       | 28                 | 28              |
| 5   | Ligier     | JS39    | Renault RS5 3.5 V10           | G    | 16  |          | 3       |       | 23                 | 23              |
| 6   | Lotus      | 107B    | Ford HBD6 3.5 V8              | G    | 16  |          |         |       | 12                 | 12              |
| 7   | Sauber     | C12     | Sauber 2175 3.5 V10           | G    | 16  |          |         |       | 12                 | 12              |
| 8   | Minardi    | M193    | Ford HBC6 3.5 V8              | G    | 16  |          |         |       | 7                  | 7               |
| 9   | Footwork   | FA13B   | Mugen-Honda MF-351 HB 3.5 V10 | G    | 2   |          |         |       | 0                  | 4               |
| 9   | Footwork   | FA14    | Mugen-Honda MF-351 HB 3.5 V10 | G    | 14  |          |         |       | 4                  | 4               |
| 10  | Larrousse  | LH93    | Lamborghini 3512 3.5 V12      | G    | 16  |          |         |       | 3                  | 3               |
| 11  | Jordan     | 193     | Hart 1035 3.5 V10             | G    | 16  |          |         |       | 3                  | 3               |
| 12  | Tyrrell    | 020C    | Yamaha OX10A 3.5 V10          | G    | 9   |          |         |       | 0                  | 0               |
| 12  | Tyrrell    | 021     | Yamaha OX10A 3.5 V10          | G    | 8   |          |         |       | 0                  | 0               |
| 13  | Lola       | T93/30  | Ferrari 040 3.5 V12           | G    | 14  |          |         |       | 0                  | 0               |

## Informações adicionais
Segundo alguns especialistas, Ayrton Senna foi o grande destaque da temporada, mesmo com um equipamento inferior aos carros da Williams e Benetton, ele conquistou o improvável vice-campeonato..